# والاس فوكس
والاس فوكس (بالإنجليزية: Wallace Fox)‏ هو مخرج أمريكي، ولد في 9 مارس 1895 في بورسيل في الولايات المتحدة، وتوفي في 30 يونيو 1958 في هوليوود في الولايات المتحدة.

## وصلات خارجية
- والاس فوكس على موقع IMDb (الإنجليزية)
- والاس فوكس على موقع ألو سيني (الفرنسية)
- والاس فوكس على موقع أول موفي (الإنجليزية)
- والاس فوكس على موقع قاعدة بيانات الأفلام السويدية (السويدية)
- والاس فوكس على موقع قاعدة بيانات الفيلم (الإنجليزية)
- والاس فوكس على موقع كينوبويسك (الروسية)